# Adam Daniel Rotfeld
Adam Daniel Rotfeld, né le 4 mars 1938 à Przemyślany, est un universitaire, diplomate et homme d'État polonais. Il est ministre des Affaires étrangères de janvier à octobre 2005.

## Biographie

### Enfance
Il est né en 1938 près de Lviv, alors polonaise, dans une famille juive. Il est caché à partir de 1941 dans un monastère des Studites dans le village de Uniów sous le nom d'Adam Czerwiński. Ses parents sont assassinés deux ans plus tard par les nazis.
À la suite de la dissolution des communautés religieuses par l'URSS en 1946, il est déplacé à l'orphelinat de Zolotchiv. Grâce aux efforts du gouvernement polonais, il est rapatrié en 1951, à l'âge de 13 ans, et placé dans un orphelinat de Cracovie.

### Formation et vie professionnelle
Entre 1955 et 1960, il étudie à la faculté diplomatique et consulaire de l'École principale du service extérieur (SGSZ), où il obtient un diplôme de droit international public. Il passe les deux années suivantes à suivre des études de journalisme à l'université de Varsovie.
Il devient alors chercheur, enseignant à l'université et diplomate.
Il passe avec succès son doctorat de droit à l'université Jagellonne de Cracovie en 1969.

### Parcours politique
Il est nommé sous-secrétaire d'État du ministère des Affaires étrangères le 15 novembre 2001, un mois après la prise de fonction du gouvernement de coalition du social-démocrate Leszek Miller. Il est promu secrétaire d'État le 30 juin 2003.
Le 5 janvier 2005, Adam Rotfeld est nommé ministre des Affaires étrangères dans le second gouvernement minoritaire de coalition du social-démocrate Marek Belka. Il prend la suite de Włodzimierz Cimoszewicz, élu président de la Diète.
Du fait d'un changement de majorité, il quitte son ministère le 31 octobre suivant.